# Loch (Hartenstein)
Loch ([lɔx] ) ist ein Gemeindeteil der Gemeinde Hartenstein im Landkreis Nürnberger Land (Mittelfranken, Bayern). Loch liegt in der Gemarkung Grünreuth.
Das landwirtschaftlich geprägte Weiler besteht aus etwa 20 Gebäuden inklusive Anbauten und ist von Feldern, Wiesen und Wäldern umgeben. Loch gehörte bis zum 1. Januar 1972 zur Gemeinde Grünreuth. Im Ort befindet sich auch ein Biolandhof.

## Lage
Loch liegt am südlichsten Ende der Gemeinde Hartenstein, südlich von Großmeinfeld und Kleinmeinfeld an der Gemeindeverbindungsstraße von Hirschbach (Oberpfalz) nach Kleinmeinfeld. Oberfranken und die Oberpfalz grenzen in unmittelbarer Nähe an. Die Nachbarortschaften sind  Großmeinfeld, Kleinmeinfeld, Unterklausen, Obermühle (Hirschbach), Stoffelmühle (Hirschbach)  und Hirschbach. Im Osten wird Loch vom Kohlberg (565 m), vom Piesnetsberg  (521 m), vom Mühlberg (499 m) und vom Hirschberg (530 m) umrahmt.